# Maggie, fille des rues
 (octobre 2021).
Si vous disposez d'ouvrages ou d'articles de référence ou si vous connaissez des sites web de qualité traitant du thème abordé ici, merci de compléter l'article en donnant les références utiles à sa vérifiabilité et en les liant à la section « Notes et références ».
Maggie, fille des rues (titre original en anglais: Maggie: A Girl of the Streets) est le premier roman de l'écrivain américain Stephen Crane, paru dans sa version originale en 1893 sous le pseudonyme de Johnston Smith. Il s'inscrit dans le mouvement naturaliste dont l'écrivain français Émile Zola a été le chef de file, et est considéré, à ce titre, comme le premier écrit américain de ce courant littéraire. Crane donne une nouvelle version de ce roman en 1896, mais c'est généralement la version originale de 1893 qui est aujourd'hui rééditée.

## Résumé
Dans le quartier new-yorkais de la Bowery, le jeune Jimmie Johnson tente de s'imposer par la force contre un gang de jeunes garçons qui sème la terreur. Il est secouru par son ami Pete au cours d'une rixe. Jimmie invite Pete à la maison où il rencontre la jeune Maggie et les parents alcooliques de la famille. Plusieurs années passent. Le père Johnson et le cadet, Tommie, meurent. Jimmie devient un jeune homme cynique et cruel. Il a un emploi de routier et Maggie travaille dans une manufacture de chemises. Pete est devenu barman. Il amène Maggie au théâtre et au musée. Il lui assure vouloir la sortir de son milieu. En fait, il ne cherche qu'à la séduire. Ensuite, Maggie Johnson connaît une lente déchéance et sombre dans la prostitution.

## Principaux personnages
- Maggie Johnson : Héroïne du récit. D'abord séduite par Pete, elle sombre peu à peu dans la prostitution.
- Tommie Johnson : le cadet de la famille Johnson
- Jimmie Johnson : frère aîné de Maggie et Tommie.
- Pete : jeune adolescent qui vient au secours de Jimmie lors d'une rixe ; il séduit plus tard Maggie.
- Le Père Johnson : le père ivrogne et violent de Jimmie, Maggie et Tommie
- Mary Johnson : la mère ivrogne et brutale de la famille

## Éditions françaises
- Traduction par André Imbert, Monaco, Éditions du Vieux Monaco, 1949[1]
- Traduction par Lucienne Molitor, Verviers, Gérard et Cie, 1962[2] ; rééd., Paris, Aubier-Montaigne, 1971[3]
- Traduit et présenté par Jeanne-Marie Santraud, Paris, Aubier (bilingue), 1993[4]